# Strumigenys densissima
Strumigenys densissima (лат.) — вид мелких земляных муравьёв рода Strumigenys из подсемейства Myrmicinae (Attini, ранее в Dacetini). Встречается в Юго-Восточной Азии: Китай (провинция Юньнань).

## Этимология
Своё название вид получил благодаря густому волосяному покрову на усиках. Эпитет «densissima» является именительным падежом женского рода единственного числа от латинского прилагательного «densus» (что означает «плотный»).

## Описание
Мелкие муравьи (длина около 3 мм) с сердцевидной головой, расширенной кзади. Проподеум угловатый с парой зубцов. Обладают треугольными жвалами (длина головы HL 0,65—0,69 мм, ширина головы HW 0,48—0,49 мм, мандибулярный индекс MI 15—16). Включён в комплекс видов S. elegantula из видовой группы S. leptothrix. От близких видов отличаются следующими признаками: верх головы с прижатыми удлинёнными и усечёнными волосками; верхний край наличника с прижатыми узкоэллиптическими или заострёнными волосками; в профиль прямые волоски ограничены между высшей точкой темени и затылочным краем; переднеспинка дорсолатерально окаймлена; в профиль проподеальные шипы покрыты широким ламеллам; бёдра, голени и базитарзусы с длинными прямыми волосками. В профиль глаз с четырьмя омматидиями в диаметре.
Основная окраска коричневая. Стебелёк между грудкой и брюшком состоит из двух члеников: петиолюса и постпетиолюса (последний чётко отделён от брюшка), жало развито. Предположительно, как и близкие виды, специализированные охотники на коллембол. Вид был впервые описан в 2023 году мирмекологами из Гонконга Kit Lam Tang (School of Biological Sciences, Гонконгский университет, Гонконг, Китай) и Benoit Guénard.